# Epeli Nailatikau
Epeli Nailatikau (Suva, 5 de julho de 1941) foi presidente de seu país, de 2009 até 2015. Também foi chefe de estado das ilhas Fiji entre 2009 e 2015. Faz parte da Ordem das Fiji, Real Ordem Vitoriana, Ordem do Império Britânico e Ordem de Saint John, além de representar seu país de origem em missões diplomáticas.